# 서강대역
서강대역(西江大驛, Sogang Univ. station)은 서울특별시 마포구 노고산동에 위치한 수도권 전철 경의·중앙선의 전철역이다. 처음 역명은 서강역이었으며 1929년에 개업하여 지상에 있던 역이었으나, 2012년 12월 15일에 수도권 전철 경의선 전철 개통과 함께 지하역이 되었다.

## 개요
1929년에 영업을 시작하였으나 1975년 이후에는 철도 화물만 취급하던 화물 전용 역으로 존재하였다. 2005년에 경의중앙선 복선 전철화와 인천국제공항철도 공사를 위하여 용산선 선로가 철거되면서 영업을 일시적으로 중지하였다. 2012년 12월 15일 수도권 전철 경의선의 용산선(신경의선) 1단계 구간인 디지털미디어시티역~공덕역 구간이 개통되면서, 지하로 이설하여 영업을 재개하였다. 동시에 관할 구역이 본래 지상역이 있었던 신수동에서 노고산동 지하로 변경되었다. 2014년 3월 17일부로 서강역이라는 역명을 서강대역으로 변경하였다. 2호선 신촌역과는 가까운 거리에 있지만 환승되지 않는다.

## 역사
- 1929년 12월 1일 : 용산선 서강역(西江驛)으로 영업 개시[2]
- 1930년 12월 15일 : 용산선 서강~신촌 간 개통[3]
- 1955년 2월 3일 : 수색선 서강~수색 간 개통[4]
- 1960년 4월 1일 : 용산선 서강~신촌 폐지[5]
- 1967년 7월 1일 : 화물 취급 중지
- 1968년 9월 11일 : 화물 취급 재개
- 1975년 8월 15일 : 여객 취급 중지
- 1980년 3월 1일 : 당인리선 폐지[6]
- 2005년 5월 2일 : 용산선 철거[7]
- 2011년 : 역사 철거
- 2012년 12월 15일 : 수도권 전철 경의선 개통과 함께 지하화, 노고산동으로 행정구역 변경
- 2014년 3월 17일 : 서강대역으로 역명 변경[8]

## 역 구조
2면 2선의 상대식 승강장을 갖추고 있으며, 스크린도어가 설치되어 있다.

### 승강장
| ↑ 공덕     |
| ２ \| １   |
| 홍대입구 ↓ |

| 1 | ● 수도권 전철 경의·중앙선 | 백마 · 금릉 · 금촌 · 문산 방면               |
| 2 | ● 수도권 전철 경의·중앙선 | 용산 · 이촌 · 회기 · 덕소 · 용문 · 지평 방면 |

## 역 출구
- 1번 : 서강대학교 방면
- 2번 : 신촌연세병원, 신촌오거리, ● 서울 지하철 2호선 신촌역, 신촌임시공영주차장, ● 서울 지하철 6호선 광흥창역, 창전동방면

## 역 주변
- 서강대학교
- 광성중학교
- 광성고등학교
- 신촌연세병원
- 마포소방서
- 창전동방면

## 이용객 변동
2012년 자료는 개통일인 2012년 12월 15일부터 12월 31일까지인 17일 기준으로 환산한 것이다.
| 노선        | 노선 | 일평균 인원수 (명/일) | 일평균 인원수 (명/일) | 일평균 인원수 (명/일) | 일평균 인원수 (명/일) | 일평균 인원수 (명/일) | 일평균 인원수 (명/일) | 일평균 인원수 (명/일) | 일평균 인원수 (명/일) | 일평균 인원수 (명/일) | 일평균 인원수 (명/일) | 일평균 인원수 (명/일) | 일평균 인원수 (명/일) | 일평균 인원수 (명/일) | 일평균 인원수 (명/일) | 일평균 인원수 (명/일) | 각주  |
| 노선        | 노선 | 2009년                | 2010년                | 2011년                | 2012년                | 2013년                | 2014년                | 2015년                | 2016년                | 2017년                | 2018년                | 2019년                | 2020년                | 2021년                | 2022년                | 2023년                | 각주  |
| ----------- | ---- | --------------------- | --------------------- | --------------------- | --------------------- | --------------------- | --------------------- | --------------------- | --------------------- | --------------------- | --------------------- | --------------------- | --------------------- | --------------------- | --------------------- | --------------------- | ----- |
| 경의·중앙선 | 승차 | 미개통                | 미개통                | 미개통                | 393                   | 763                   | 1,006                 | 1,928                 | 2,239                 | 2,262                 | 2,200                 | 2,310                 | 1,679                 | 1,753                 | 2,024                 | 2,206                 | [ 9 ] |
| 경의·중앙선 | 하차 | 미개통                | 미개통                | 미개통                | 395                   | 741                   | 964                   | 1,966                 | 2,276                 | 2,299                 | 2,211                 | 2,296                 | 1,624                 | 1,694                 | 2,008                 | 2,180                 | [ 9 ] |

## 사진

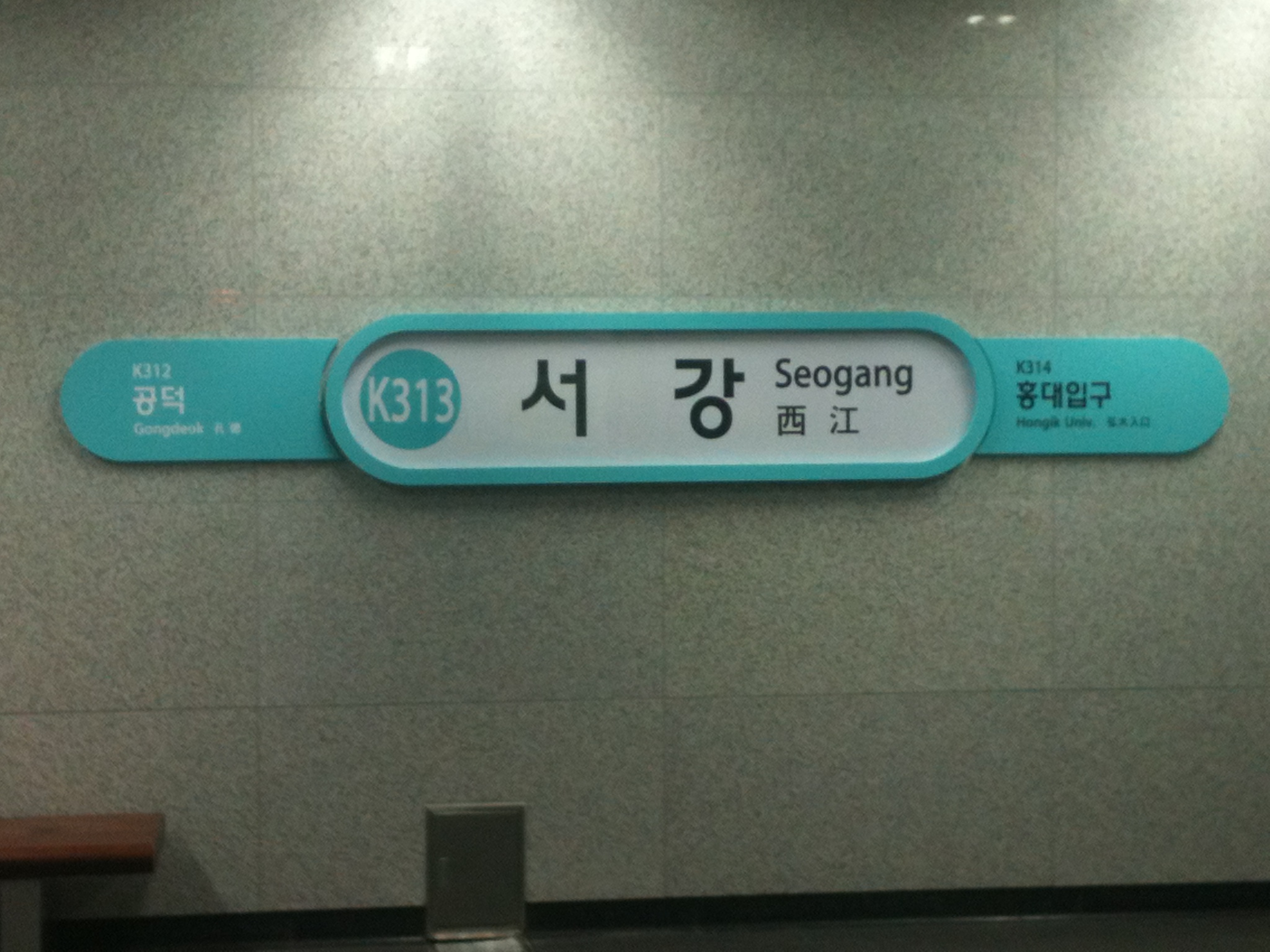
서강역 시절 역명판
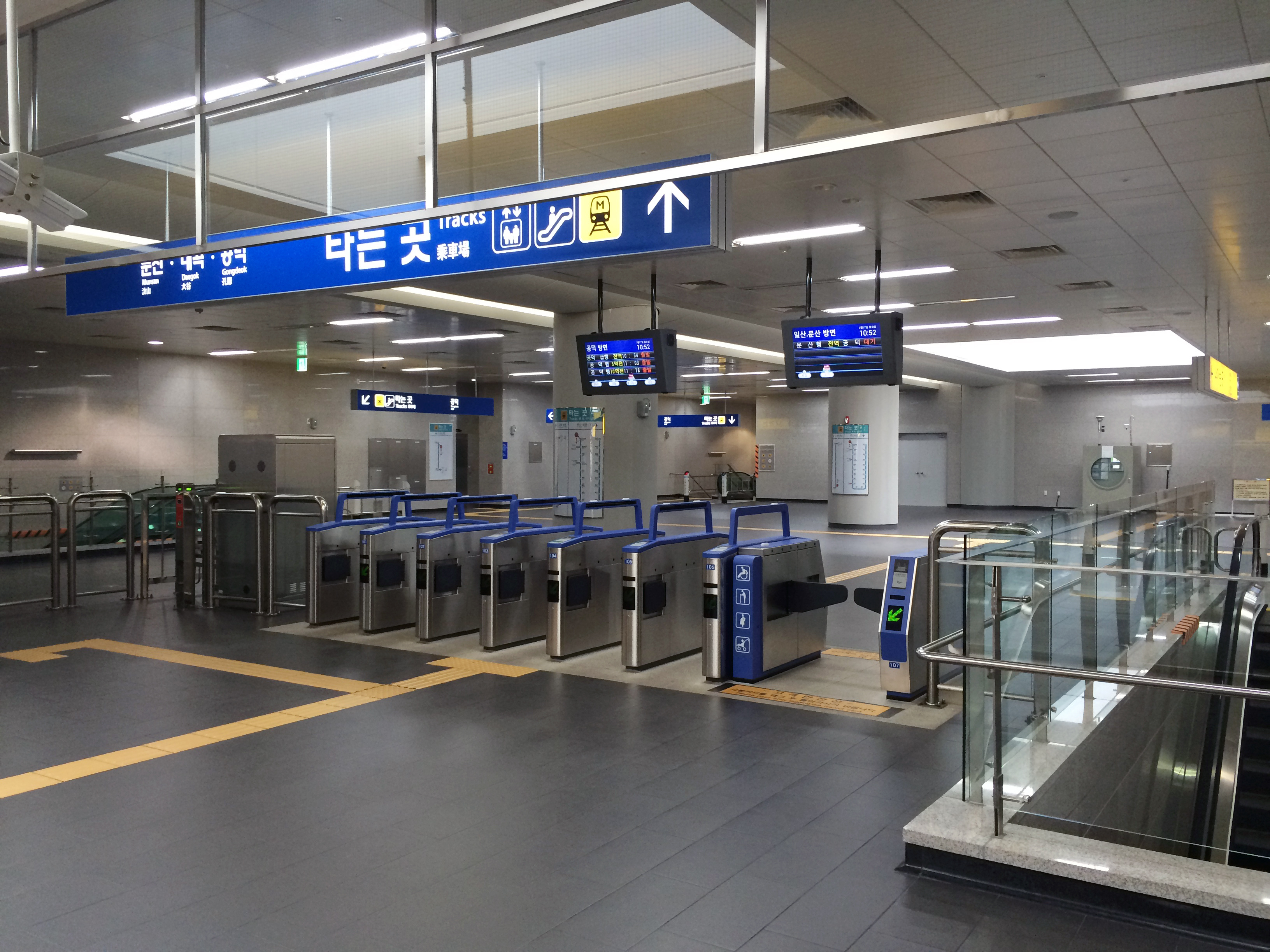
개찰구
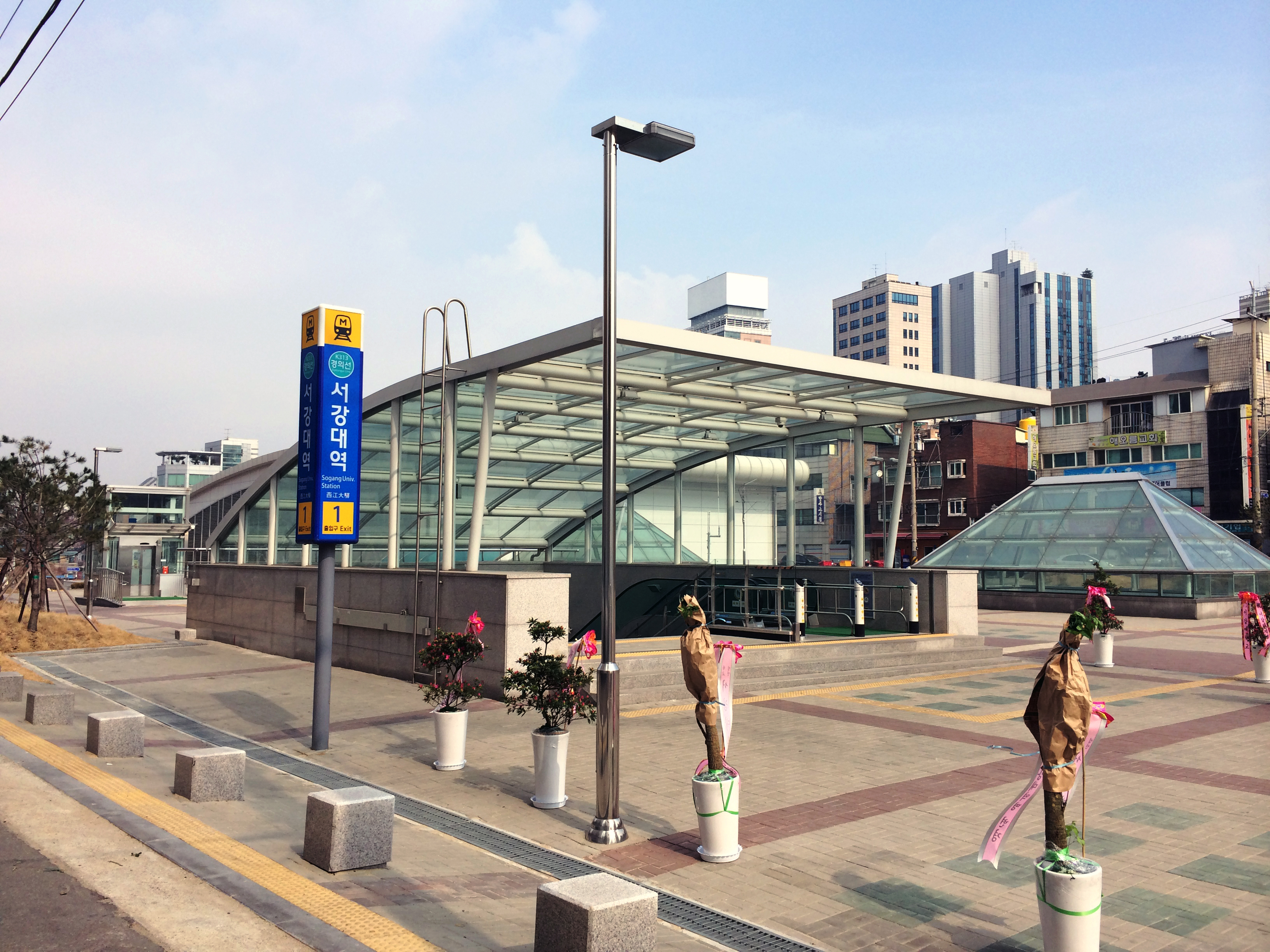
1번 출입구
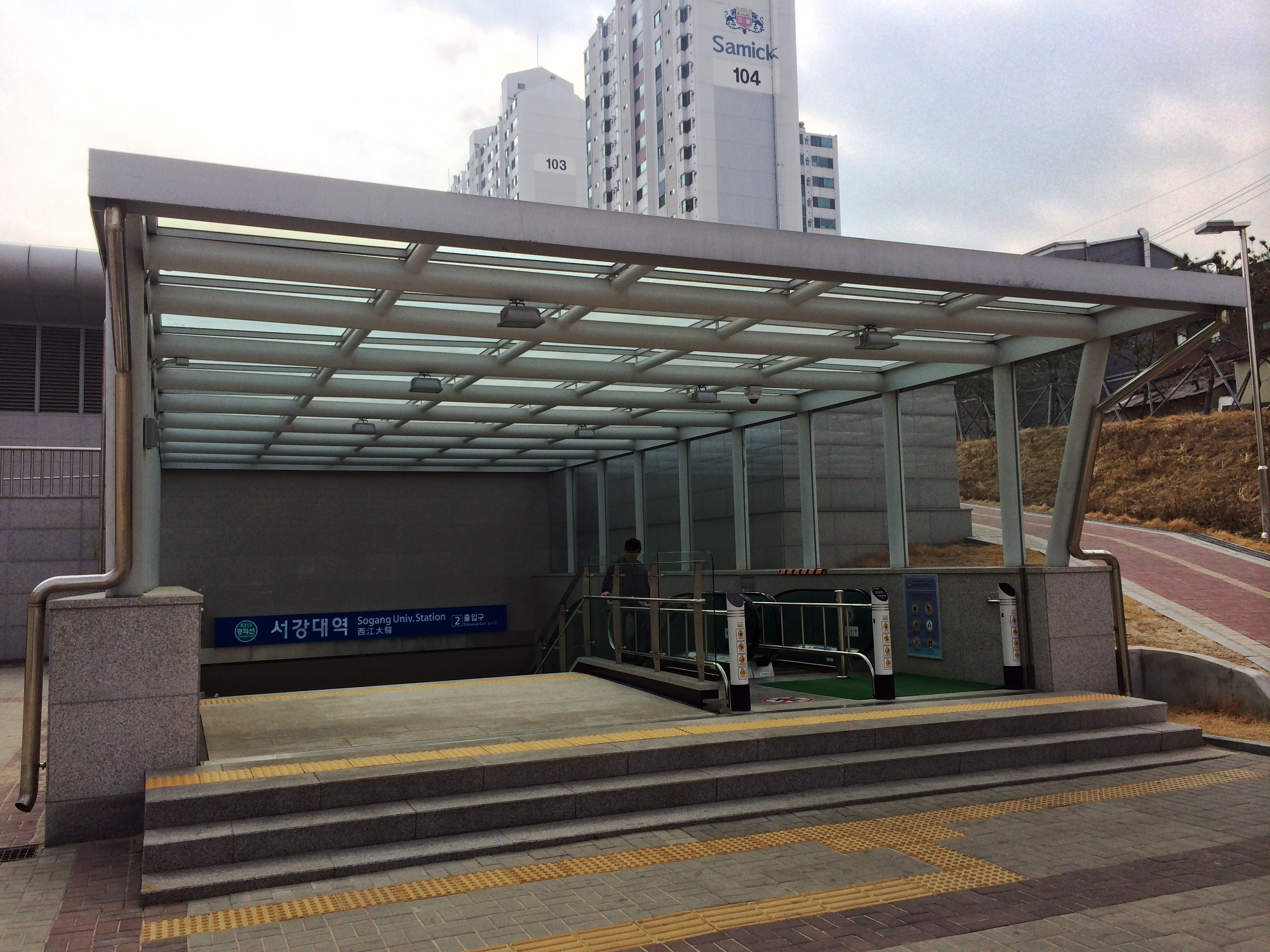
2번 출입구

## 인접한 역
| 용산선                            | 용산선                                          | 용산선                        |
| --------------------------------- | ----------------------------------------------- | ----------------------------- |
| K314 홍대입구 문산 방면 문산 방면 | ● 수도권 전철 경의·중앙선 본선 완행 중앙선 급행 | K312 공덕 지평 방면 용문 방면 |